# Fiat 6615/AM
Il Fiat 6615/AM, "Servitore di fanteria", è stato un prototipo di veicolo militare leggero ideato dall'azienda italiana Fiat alla fine degli anni sessanta e rimasto senza seguito produttivo.

## Descrizione
Il veicolo aveva quattro ruote motrici ed era animato dallo stesso motore di 1221 cm³ della Fiat 124 depotenziato per avere più coppia motrice, posto in posizione centrale. Aveva da due a quattro posti a sedere e un pianale di carico posteriore e poteva essere comandato da bordo oppure da terra. Il peso inferiore a 700 kg lo rendeva aviotrasportabile e aviolanciabile. Un esemplare si trova esposto al "Museo Storico della Motorizzazione Militare-Roma Cecchignola".